# Erzurumi Demeter címzetes grúz király
Erzurumi Demeter (? – 1226 után/1247), eredeti muszlim neve: Muhammad Mugith-ud-Din Turkán Sah/Gijász ad-Din, grúzul: დემეტრე/მოღის ედ-დინი, törökül: Selçuklu Prensi Muhammed Mughis ud-din Türkan Şah (Demetre), azeriül: Dmitri Qiyasəddin Türkanşah, latinul: Demetrius, rex consors Georgiae. Erzurumi szeldzsuk herceg, Grúzia címzetes királya. A Szeldzsuk-dinasztia tagja volt. Ortodox hitre tért, és ekkor vette fel a Demeter nevet. II. Kilidzs Arszlán rúmi szultán unokája.

## Élete

A Grúz Királyság és hűbérállama, az Erzurumi Emirátus 1213-ban, Demeter későbbi anyósának, I. Tamar grúz királynőnek a halálakor

A mongol fenyegetés miatt Ruszudani, I. Tamar grúz királynő és Dávid Szoszláni lánya egy szeldzsuk herceghez, a Grúz Királyságnak hűbéres Erzurum emírjének, Togril Sahnak, II. Kilidzs Arszlán rúmi szultán fiának a fiához ment feleségül 1224-ben, akit egyes források szerint Muhammad Mugith-ud-Din Turkán Sahnak vagy csak a címe alapján Gijász ad-Dinnak hívtak,
Ruszudani a bátyja, IV. György grúz király halála után foglalta el a trónt 1223-ban, miután annak fia, Bagrationi Dávid (Ulu) nem törvényes házasságból született, és ez elvileg kizárta őt a trónöröklésből, de ennek ellenére sem mindenki értett egyet egy újabb nőuralommal.
Férje a házasságával áttért az ortodox keresztény hitre. Dumin–Grebelsky (1996) szerint a Demeter nevet kapta a keresztségben. A Szeldzsuk-dinasztia 1292-ig uralkodott Grúziában, de Imeretiben egészen a XV. századig fennmaradtak, mikor átadták a helyüket az eredeti uralkodóháznak, a Bagrationi-dinasztiának, mely női ágon a Szeldzsuk-ház folytatója volt.
A Dzsingisz mongol nagykán által elfoglalt Horezmi Birodalom utolsó uralkodója, Dzsalál ad-Dín Mingburnu seregei, akiket a mongolok szorítottak nyugatra, foglalták el Tbiliszit 1226. március 9-én. A királynő ezért a nyugat-grúziai Kutaiszibe helyezte át a székhelyét.
A még a sógora, IV. György uralkodása végén kezdődő mongol betörések vezettek oda, hogy végül a felesége uralkodása alatt szállták meg az országot a mongolok, és vált Grúzia a Mongol Birodalom hűbéresévé.
Fiukatt, Dávid Narint Ruszudani 1230-ban királlyá koronáztatta Kutaisziben. Sógorának fiát, Dávid Ulut, akit ellenfelei fel akarták léptetni a királynő ellen, Demeter unokaöccséhez és vejükhöz, II. Kajhuszrau rúmi szultánhoz küldte Ruszudani, és meghagyta neki, hogy erős őrizet alatt tartsa. A mongolok, hogy megkülönböztessék a két, azonos nevű, kis grúz herceget, Ruszudani fiának a Narin melléknevet adták, melynek jelentése: okos, míg elhunyt bátyja fiát az Ulu megkülönböztető névvel illették, melynek jelentése: nagy. Demeter és Ruszudani fiát a mongol nagykán, Ögödej udvarába küldte túszként, ahol nagyon jól bántak vele, de a királynő halálát állítólag a fia iránti aggódás okozta. Gelatiban, a Szent György Székesegyházban van eltemetve.
A királynő halála után mind a fia, mind pedig az unokaöccse egyszerre uralkodott mongol fennhatóság alatt. Utódai később Nyugat-Grúziát uralták csak, Imereti Királyság királyaiként egészen 1810-ig, a királyságnak az Orosz Birodalomba való bekebelezéséig.
A királynő férjének a halálozási időpontja nem ismert, de elképzelhető, hogy még a felesége előtt hunyt el vagy esetleg két évvel élte túl a királynőt.

## Gyermekei
- Feleségétől, I. Ruszudani (1195–1245) grúz királynőtől, 2 gyermek:
  - Dávid (1225 körül–1293), VI. Dávid (Narin) néven 1245-től Grúzia királya, felesége Palaiologosz Teodóra bizánci császári hercegnő, 4 fiú, többek közt:
    - II. Vahtang (?–1292), Grúzia királya, felesége Oldzsát Hatun (?–1302 előtt), Abáká perzsa ilhán lánya

  - Tamar (Gürcü Hatun) (1228 körül–1286 körül), férje II. Kajhuszrau (–1246) rúmi szultán, 1 fiú és 1 lány, többek között:
    - II. Kajkubád (1239/40–1257) rúmi szultán

### Szakirodalom
- Dumin, Stanislav & Petr Grebelsky: The Families of the Nobility of the Russian Empire, Third Volume, Princes, Moszkva, Likominvest, 1996.
- Rüdt-Collenberg, Wipertus Hugo: The Rupenides, Hethumides and Lusignans: The Structure of the Armeno-Cilician Dynasties, Párizs, Klincksieck, 1963.
- Tardy Lajos: Kaukázusi magyar tükör. Magyarok, grúzok, cserkeszek a kezdetektől 1848-ig, Akadémiai Kiadó, Budapest, 1988.
- Toumanoff, Cyrille: Les Dynasties de la Caucasie Chrétienne de l'Antiquité jusqu'au XIXe siècle. Tables généalogiques et chronologiques, Roma, 1990.

### Szépirodalom
- Abasidze, Grigol: A koronás csábító, Európa Könyvkiadó, Budapest, 1986.

## Nyelvészeti szakirodalom
- Aronson, Howard: Georgian: A Reading Grammar, Columbus, Ohio, Slavica, 1982. (Grúz nyelvtan a grúz történelemre és kultúrára épülő szövegeken keresztül)